# Palaeomolis rosearia
Palaeomolis rosearia är en fjärilsart som beskrevs av Adalbert Seitz 1910. Palaeomolis rosearia ingår i släktet Palaeomolis och familjen björnspinnare. Inga underarter finns listade i Catalogue of Life.